# Guaiazulenă
Guaiazulena este o hidrocarbură derivată de azulenă, de tip sescviterpenă biciclică, cu o culoare albastră intensă. Este un component al multor uleiuri esențiale, în special cele de guaiac și de mușețel. Câteva specii de coral conțin guaiazulenă ca pigment principal.

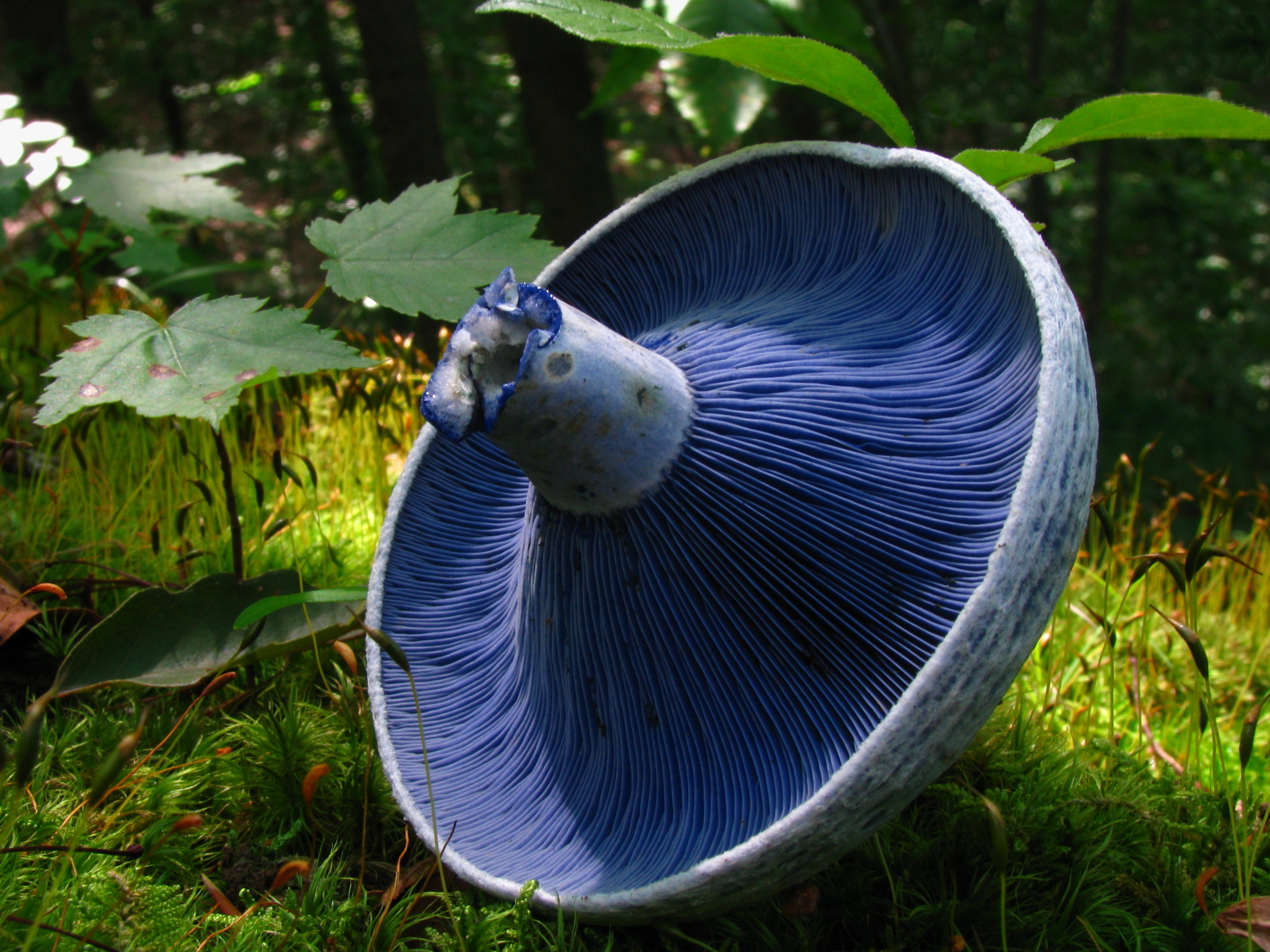
Culoarea ciupercii Lactarius indigo este conferită de un derivat de guaiazulenă.